# Quisqueya (roślina)
Quisqueya – rodzaj roślin z rodziny storczykowatych (Orchidaceae). Obejmuje 4 gatunki występujące na Karaibach na Dominikanie i Haiti.

## Systematyka
Rodzaj sklasyfikowany do podplemienia Laeliinae w plemieniu Epidendreae, podrodzina epidendronowe (Epidendroideae), rodzina storczykowate (Orchidaceae), rząd szparagowce (Asparagales) w obrębie roślin jednoliściennych.
Wykaz gatunków
- Quisqueya ekmanii Dod
- Quisqueya holdridgei Dod
- Quisqueya karstii Dod
- Quisqueya rosea (Mansf.) Dod